# 2020년 하계 올림픽 아제르바이잔 선수단
2020년 하계 올림픽 아제르바이잔 선수단은 2021년 일본 도쿄에서 열린 2020년 하계 올림픽에 참가한 올림픽 아제르바이잔 선수단이다.

## 출전 선수
| 종목         | 남자 | 여자 | 전체 |
| ------------ | ---- | ---- | ---- |
| 육상         | 1    | 1    | 2    |
| 배드민턴     | 1    | 0    | 1    |
| 복싱         | 5    | 0    | 5    |
| 사이클       | 1    | 0    | 1    |
| 펜싱         | 0    | 1    | 1    |
| 체조         | 1    | 7    | 8    |
| 유도         | 7    | 2    | 9    |
| 가라테       | 2    | 1    | 3    |
| 사격         | 2    | 0    | 2    |
| 수영         | 1    | 1    | 2    |
| 태권도       | 1    | 1    | 2    |
| 트라이애슬론 | 1    | 0    | 1    |
| 레슬링       | 5    | 2    | 7    |
| 전체         | 28   | 16   | 44   |

## 같이 보기
- 올림픽 아제르바이잔 선수단